# Libellule de Paris
El Libellule de Paris es un club de natación y waterpolo francés con sede en la ciudad de París.

## Historia
El club fue creado en 1898. 
En los orígenes de las olímpiadas en vez de participar selecciones eran clubes los que representaban al país, en este caso el Libellule de Paris participó representando a Francia y ganó la medalla de bronce.

## Palmarés
- 5 veces campeón de la liga francesa de waterpolo masculino (1902, 1903, 1904, 1907, 1924)
- Medalla de Bronce en los Juegos Olímpicos de París 1900